# Costante di Faraday
La costante di Faraday è una costante utilizzata in chimica e in fisica che indica la quantità totale di carica elettrica di una mole di cariche elementari. La costante è stata chiamata così in onore dello scienziato britannico Michael Faraday.
Viene indicata con la lettera {\displaystyle F} e rappresenta il prodotto tra la costante di Avogadro e la carica elementare.
A seguito della ridefinizione delle unità di misura del SI nel 2019, {\displaystyle N_{A}} ed {\displaystyle e} hanno assunto un valore esatto, di conseguenza anche il valore della costante di Faraday è esatto:
{\displaystyle {\begin{aligned}F&=N_{A}\cdot e\\&=\left(6{,}022\ 140\ 76\times 10^{23}\;\mathrm {mol} ^{-1}\right)\cdot \left(1{,}602\ 176\ 634\times 10^{-19}\;\mathrm {C} \right)\\&=9{,}648\ 533\ 212\ 331\ 001\ 84\times 10^{4}\;\mathrm {C} \,\mathrm {mol} ^{-1}\end{aligned}}}

## Storia e utilizzo
Il valore di {\displaystyle F} venne determinato per la prima volta pesando la quantità di argento depositata da una reazione elettrochimica nella quale una corrente elettrica nota venne fatta fluire per un determinato periodo di tempo. Questo valore venne usato per calcolare la costante di Avogadro.
La costante di Faraday venne usata come unità di misura della carica elettrica, con il nome di faraday (da non confondere con il farad). Il faraday non è più in uso ed è stato sostituito dall'unità di misura della carica elettrica del SI, il coulomb (C): 1 faraday equivale a circa 96485,3365 C.